# World of Aden: Thunderscape
World of Aden: Thunderscape est un jeu vidéo de rôle au tour par tour développé par Strategic Simulations et publié par Mindscape en 1995. Le jeu se déroule dans un univers médiéval-fantastique secoué par la révolution industrielle et par une invasion de créature démoniaque. Le joueur y contrôle un groupe pouvant compter jusqu’à six personnages, chacun d’eux possédant ses propres capacités, sorts et équipements. Un autre jeu basé sur le même univers, baptisé Entomorph: Plague of the Darkfall, a également été publié en 1995. 

## Accueil
| Thunderscape         |      |       |
| Média                | Pays | Notes |
| Coming Soon Magazine | US   | 84 %  |
| GameSpot             | US   | 71 %  |
| Gen4                 | FR   | 70 %  |
| Joystick             | FR   | 77 %  |